# Flatiron District
El "Flatiron District" es una pequeña área en Manhattan. Fue bautizada con ese nombre debido al edificio Flatiron, que tiene fama de ser el primer rascacielos de Nueva York.

## Galería de imágenes

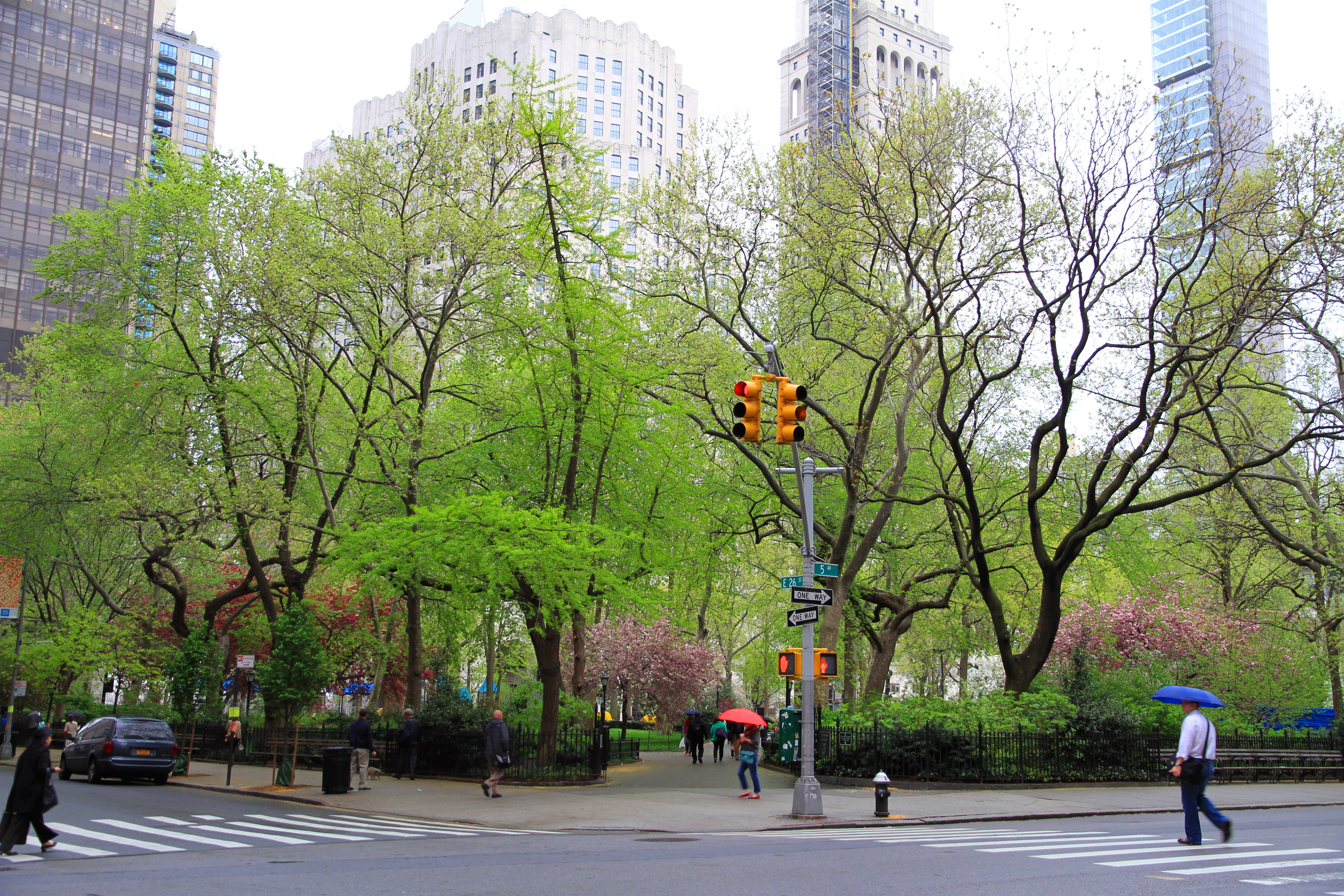
Madison Square Park in 2013
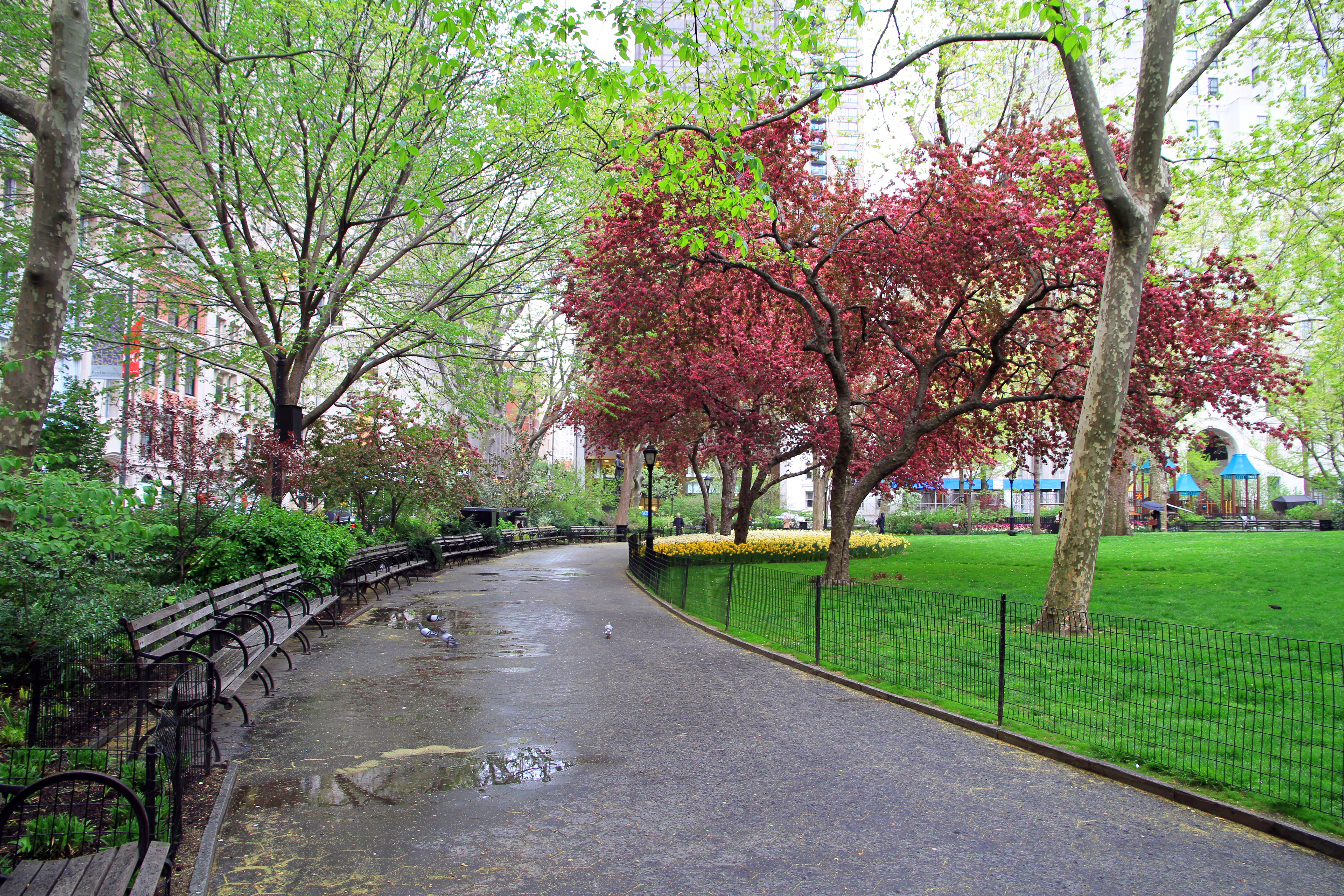
Madison Square Park in 2013
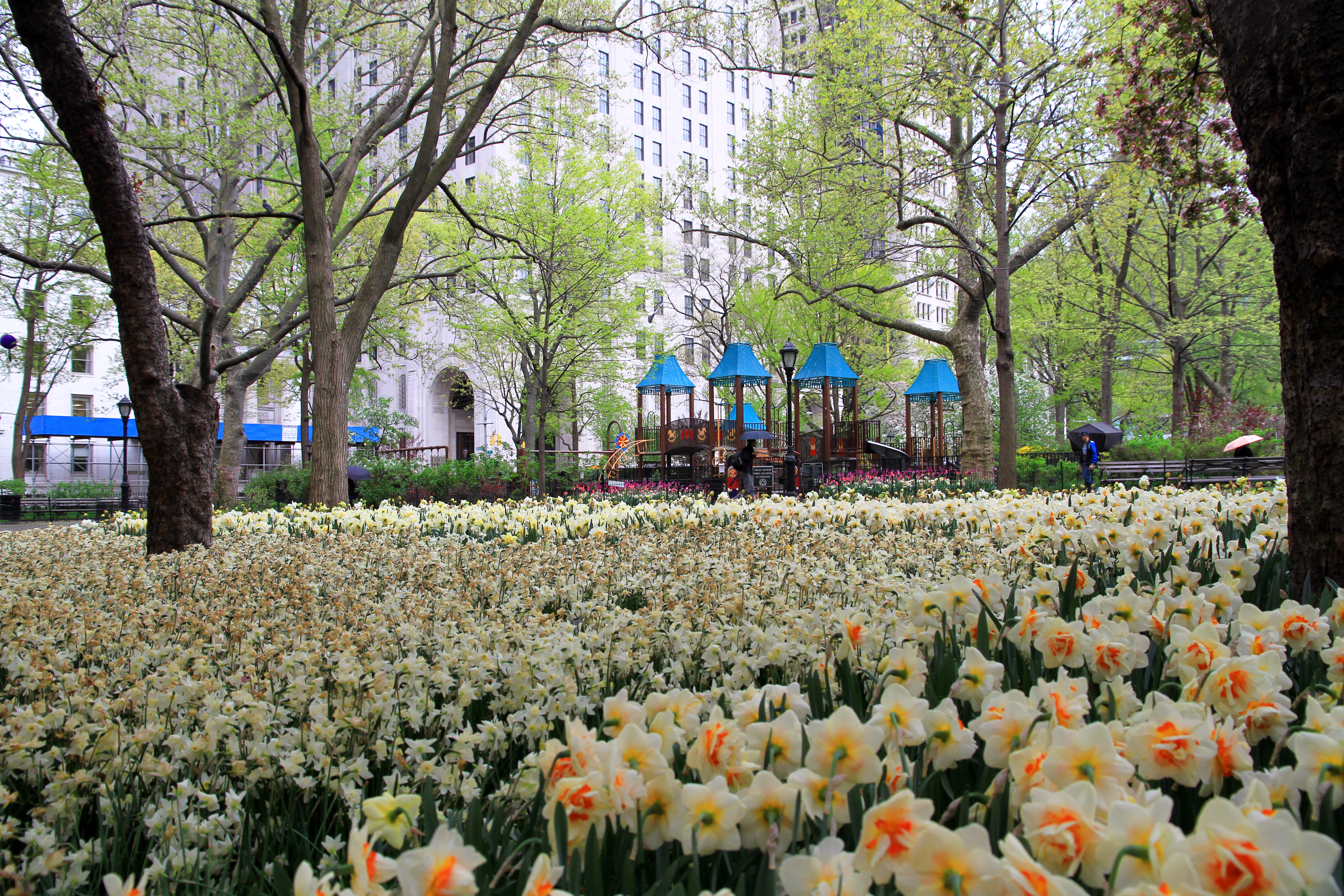
Madison Square Park in 2013